# Anna (kommun)
Anna är en kommun i Spanien.   Den ligger i provinsen Província de València och regionen Valencia, i den östra delen av landet, 300 km sydost om huvudstaden Madrid. Antalet invånare är 2 737. Arean är 21,4 kvadratkilometer. Anna gränsar till Cotes, Enguera, Estubeny, Llanera de Ranes, Sellent, Xàtiva och Chella. 
Terrängen i Anna är varierad.